# Елатос (дем Гревена)
Елатос, още Добрани или Доврани (на гръцки: Έλατος, до 1927 година: Δόβρανη, Доврани), е село в Република Гърция, дем Гревена, област Западна Македония.

## География
Селото е разположено на 8 km западно от град Гревена, на 720 m надморска височина.

## История

### Етимология
Етимологията на Доврани е от българското прилагателно добър, от предходна българска форма Добрани с обичайна графична замяна на б с β.

### В Османската империя
В края на ХІХ век Добрани е смесено мюсюлманско-християнско гръкоезично село в Гребенската каза на Османската империя. Според статистиката на Васил Кънчов през 1900 в Добрани (Доврани) живеят 188 валахади (гръкоезични мюсюлмани) и 180 гърци християни.
Според статистика на Серфидженския санджак на гръцкото консулство в Еласона от 1904 година в Доврон (Δόβρον), Гревенска каза, живеят 200 валахади и 150 гърци християни.

### В Гърция
През Балканската война в 1912 година в селото влизат гръцки части и след Междусъюзническата в 1913 година Добрани влиза в състава на Кралство Гърция.
В средата на 1920-те години по силата на Лозанския договор мюсюлманското население е изселено в Турция и на негово място са заселени понтийски гърци бежанци от Турция. През 1928 година селото е представено като смесено, състоящо се от коренно местно население и новодошли бежанци, като последните са 53 семейства или 165 или 169 жители.
През 1927 година името на селото е сменено на Елатос.
Основната църква „Свети Атанасий“ е изградена в 1928 година на мястото на разрушен по-стар храм. Селският събор се провежда на Илинден (20 юли), когато е храмовият празник на параклиса „Свети Илия“.
Населението произвежда земеделски култури, като се занимава частично и със скотовъдство.
| Година    | 1913 | 1920 | 1928 | 1940 | 1951 | 1961 | 1971 | 1981 | 1991 | 2001 | 2011 | 2021 |
| --------- | ---- | ---- | ---- | ---- | ---- | ---- | ---- | ---- | ---- | ---- | ---- | ---- |
| Население | 453  | 416  | 417  | 516  | 361  | 375  | 260  | 273  | 230  | 233  | 164  | 153  |